# أدليغينسويل
أدليغينسويل (بالألمانية: Adligenswil)‏، هي مدينة سويسرية، عدد سكانها نحو 5,352 نسمة.

## أعلام
- روبن فارغاس
- ستيفان ليختشتاينر